# James Cook
Thuyền trưởng James Cook FRS (27 tháng 10 năm 1728 – 14 tháng 2 năm 1779) là một nhà thám hiểm, hoa tiêu và người chuyên vẽ bản đồ người Anh. Sau khi được thăng lên chức vụ thuyền trưởng trong Hải quân Hoàng gia Anh, Cook đã thực hiện ba chuyến hải trình đến Thái Bình Dương, trở thành người châu Âu đầu tiên đặt chân đến bờ biển phía đông của Úc; ông cũng là người châu Âu đầu tiên phát hiện ra quần đảo Hawaii và là người đầu tiên được ghi nhận là đi vòng quanh New Zealand.
Sau khi phục vụ trong đội thương thuyền Anh ở tuổi thiếu niên, ông tham gia Hải quân Hoàng gia vào năm 1755, tham gia Chiến tranh bảy năm, rồi sau đó nghiên cứu và vẽ bản đồ nhiều chuyến đi đến Sông Saint Lawrence trong trận vây hãm Québec. Điều này đã giúp tướng James Wolfe thực hiện cuộc đột kích nổi tiếng ở vùng đồng bằng Abraham, giúp ông có được sự chú ý của Hội đồng Đô đốc Anh (Admiralty) và Hội đồng Hoàng gia Anh (Royal Society) tại một thời điểm quyết định cả trong sự nghiệp cá nhân của ông và quá trình phát hiện những vùng đất mới của Anh Quốc, và James Cook trở thành người chỉ huy con tàu HM Bark Endeavour và chuyến đi đầu tiên trong ba chuyến hải trình đến Thái Bình Dương của ông vào năm 1766.
Ông là người đầu tiên đã vẽ chính xác hải đồ của nhiều vùng đất và ghi lại nhiều hòn đảo và đường biển trên bản đồ châu Âu. Những thành tích lớn lao đó của ông có thể do sự kết hợp của tài đi biển xuất sắc, có kỹ năng giỏi về nghiên cứu đo đạc và vẽ bản đồ, can đảm khám phá những nơi nguy hiểm để xác nhận sự thật - ví dụ như nhiều lần tìm hiểu Vòng Nam Cực (Antarctic Circle) và khám phá quanh vùng Đại Bảo Tiều (Great Barrier Reef), khả năng lãnh đạo trong những điều kiện bất lợi, sự táo bạo trong những cuộc thám hiểm và sự sẵn sàng vượt trội hơn những chỉ dẫn của bộ Hội đồng Đô đốc.
Trong lần viếng thăm thứ hai đến Hawaii, Cook đã cập bến Kealakekua (nơi được coi là cảng thiêng liêng của người Hawaii) tại thời điểm người dân địa phương đang tổ chức một lễ hội tôn giáo. Nên Cook và đoàn tùy tùng đã được chào đón như thần linh và họ cũng đã lợi dụng lòng tốt của người Hawaii trong nhiều tháng tiếp theo. Mãi đến khi một trong những thủy thủ chết, làm lộ ra rằng người châu Âu cũng chỉ là con người bình thường, thì mối quan hệ mới trở nên căng thẳng. Vào ngày 04/02/1779, đoàn tàu Anh khởi hành từ vịnh Kealakekua, nhưng biển động đã làm hư hỏng cột buồm của tàu Resolution, và chỉ sau một tuần, đoàn thám hiểm đã bị buộc phải quay trở lại Hawaii.
Người Hawaii đã "chào đón" Cook và các thủy thủ bằng cách ném đá; sau đó họ lấy trộm một chiếc thuyền nhỏ từ Discovery. Các cuộc đàm phán với vua Kalaniopuu nhằm lấy lại chiếc thuyền đã sụp đổ khi một lãnh đạo người Hawaii bị bắn chết. Đám đông người Hawaii liền tấn công đoàn của Cook. Thuyền trưởng và các thủy thủ đã nã đạn vào những người Hawaii đang tức giận, nhưng họ đã nhanh chóng bị áp đảo, và chỉ có một vài người may mắn trốn thoát an toàn đến tàu Resolution. Thuyền trưởng Cook thì bị đám đông giết chết. Một vài ngày sau, người Anh trả đũa bằng cách bắn đại bác và hỏa mai tại bờ biển, giết chết 30 người Hawaii. Sau đó, hai con tàu Resolution và Discovery cuối cùng cũng trở về nước Anh.

## Thiếu thời
James Cook sinh ở làng Marton, Yorkshire, nay là ngoại ô của Middlesbrough. Ông được rửa tội tại nhà thờ địa phương St. Cuthbert. Năm 1736, gia đình ông chuyển đến nông trại Airey Holme ở Great Ayton, nơi cho ông làm việc, Thomas Skottowe, đã cho ông vào học trường địa phương. Năm 1741, sau 5 năm đi học, ông bắt đầu làm việc với cha mình, khi cha ông được đề cử làm quản lý nông trại.